# Israël de Paull
 Israe͏̈l Abrahamsz de Paull (1632-1680) was een boekdrukker, werkzaam te Amsterdam in de periode van ca. 1661 tot 1678.

## Leven en werk
Samen met zakenpartner Gerrit Harmanszoon vestigde Israël de Paull een drukkerij in de Oude Nieuwstraet in Amsterdam. Later verhuisden ze naar de Tuinstraat in de Jordaan. Na het overlijden van Gerrit Harmansz. in 1666 zette De Paull de werkzaamheden in zijn eentje door. In datzelfde jaar trouwde hij met Elizabeth Wiaer (1640-1709). 
Kort na het overlijden van De Paull in 1680 trouwde Elizabeth met Abraham Olofsz., een textielwerker. Hij was hiermee ook de directe opvolger van De Paull bij de drukkerij.
Er zijn vandaag de dag slechts vier werken bekend waarin de naam van Israël de Paull als drukker wordt vermeld.

## Spinoza
Zijn meest omstreden werk is waarschijnlijk anoniem gedrukt. In 2013 kwamen onderzoekers hem op het spoor in een zoektocht naar de tot dan toe onbekende drukker van Spinoza. Uiteindelijk bleek, aan de hand van gebruikte initialen en stempels, dat Israël de Paull de drukker was van in ieder geval Tractatus theologico-politicus, Opera Posthuma en De nagelate schriften. Met deze ontdekking werden theorieën dat andere drukkers, zoals bijvoorbeeld Jan Rieuwertsz., de anonieme drukker was, ontkracht. Jan Rieuwertsz. schijnt slechts de uitgever te zijn geweest.
De filosoof Spinoza was een vrijdenker en het verspreiden, of drukken, van dit gedachtegoed was in de zeventiende eeuw zeer omstreden. De Paull drukte deze werken anoniem om zo vervolging te voorkomen. Bij het eerstgenoemde werk werd zelfs een vervalst impressum gebruikt: ‘Hamburgi, Henricum Kuenraht, 1670’.

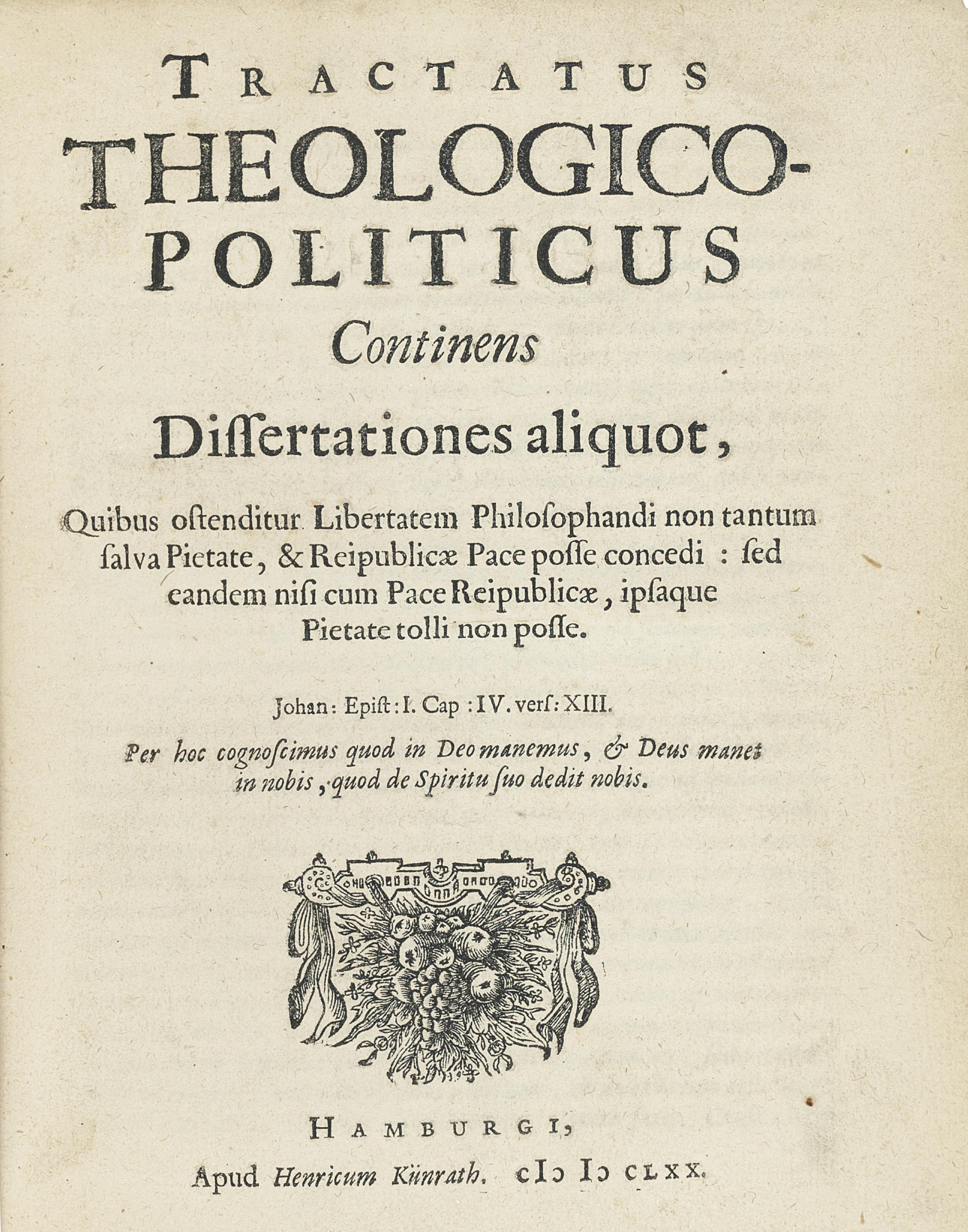
Titelblad van Tractatus theologico-politicus met vervalst impressum. Mede dankzij de stempel van het fruitstuk met bloemen kon De Paull geïdentificeerd worden.

## Gedrukte werken
- Claes Heyndricks Gietermaker, Arithmetica, ofte reken-konst (1661).
- B. le Bruyn, Toe-gift, op den tweeden feest-dagh van sir. Joan Boekart, bruydegom; en juffr. Anna van Oldenhooven, bruyt (1661).
- Antoni Duizing, Twee diepzinnige en heilzame onderzoekingen nopende de pest (1664).
- Timotheus Philadelpus, Een brief aan een vriendt, beschrijvende de tegenwoordige zware vervolging, en verdrukking van de vroome belijders, in Schotlandt (1678).

Anonieme drukken van Spinoza die worden toegeschreven aan Israël de Paull:
- Ongetekend [Spinoza], Tractatus Theologico-politicus (1669/70).
- Spinoza, De nagelaten schriften (1677).
- Spinoza, Opera posthuma (1677).

- Nederlandse Thesaurus van Auteursnamen: 397202032
- Virtual International Authority File: 75147266567435480340